# Josef ibn Migasch
Josef ibn Migasch (auch Joseph ibn Migasch; * 1077; † 1141 in Lucena) war ein spanischer Rabbiner, Talmud-Erklärer und als Nachfolger Alfassis Haupt der Gelehrtenschule zu Lucena in Spanien.